# Grafschaft Nesle
Die Herrschaft und spätere Grafschaft Nesle (ausgesprochen: [nɛl]) mit dem Hauptort Nesle (Département Somme) ist seit dem 11. Jahrhundert bezeugt. Sie befand sich bis ins zweite Drittel des 13. Jahrhunderts hinein in der Hand der nach ihr benannten Familie. In der Folgezeit wechselte der Besitz der Herrschaft alle zwei bis drei Generationen zwischen den Adelsfamilien, Ausnahme ist lediglich das Haus Saint-Maure, das etwa eineinhalb Jahrhundert im Besitz von Nesle war.
Im Januar 1466 wurde Nesle für Charles de Sainte-Maure zur Grafschaft erhoben, im Januar 1545 für Louis de Sainte-Maure zum Marquisat, wobei die Grafschaft um die Baronien Beaulieu, Arthies und Capi erweitert wurde. Im Dezember 1701 gestand der König dem Marquis Louis Charles de Mailly zu, dass der Titel innerhalb der Familie Mailly vererbt werden konnte, auch wenn der Erbe kein Nachkomme der früheren Marquis de Nesle ist. Die Bestimmung kam bereits wenige Jahre später zur Anwendung, als Louis III. Alexandre de Mailly, der Ehemann von Louis’ Urenkelin Louise de Mailly, das Marquisat an seinen Bruder Louis de Mailly weiterreichte.
Im 18. und 19. Jahrhundert gab es ein zweites Marquisat de Nesle, das sich diesmal aber auf Nesles-la-Vallée bei L’Isle-Adam bezog. Der zugehörige Titel wurde von der Familie Coeuret getragen, die die Herrschaft Nesles im 16. Jahrhundert von der Familie Cossart geerbt hatte.

## Herren von Nesle

### Haus Nesle
- Ives I. de Nesle ⚭ NN de Soissons, Tochter von Guillaume Busac, Graf von Soissons
- Radulf, Seigneur de Nesle 1103/1125, dessen Sohn
- Ives II., 1115 bezeugt, † 1178, Seigneur de Nesle, 1141 Graf von Soissons;
  - Radulf (Raoul), 1115 bezeugt, † 1153/60, 1134 Burggraf von Brügge, dessen Bruder
- Jean I., † 1197/1200, 1180 Burggraf von Brügge, Seigneur de Nesle, dessen Sohn
- Jean II., 1196/1239 bezeugt; † 1239, 1200 Burggraf von Brügge, Seigneur de Nesle, dessen Sohn
- Gertrud, † nach 1239, dessen Schwester ⚭ Raoul I. de Clermont, Seigneur d’Ailly 1187, † 1225/26

### Haus Clermont
- Simon II. de Clermont, † 1286, deren Sohn, 1236 Seigneur d‘Ailly, 1241 Seigneur de Nesle, 1270/71 Regent von Frankreich
- Raoul II. de Clermont, X 1302, dessen Sohn, Seigneur de Nesle, Vizegraf von Châteaudun, Chambellan de France, 1268 Connétable von Frankreich
- Alix de Clermont, † 1330, dessen Tochter, Vicomtesse de Châteaudun, Dame de Mondoubleau ⚭ Wilhelm IV ohne Land von Flandern, Herr von Dendermonde und Crèvecœur

### Haus Dampierre
- Wilhelm IV. von Flandern, † 1320, deren Sohn, Seigneur de Nesle et de Dendermonde, Vizegraf von Châteaudun
  - Jean, Seigneur  von Crèvecoeur et d‘Alleux, X 1325, dessen Bruder
- Marie, † 1347/57, dessen Tochter, Erbin von Nesle, ⚭ Ingelger I., Sire d‘Amboise, † vor 1373

### Haus Amboise
- Jeanne d’Amboise, † vor 1403, deren Tochter, Dame de Nesle et de Mondoubleau, Vicomtesse de Châteaudun. ⚭ Charles de Trie, Graf von Dammartin, † nach 1368 (Haus Trie)
- Marguerite d’Amboise, deren Schwester. ⚭ Pierre II. de Sainte-Maure, genannt Drumas Seigneur de Montgauger

### Haus Trie
- Blanche de Trie, Tochter Jeannes, Gräfin von Dammartin, Dame de Nesle, de Mondoubleau etc. um 1400 ⚭ Charles Bureau, Seigneur de la Rivière, † 1429 (Bureau (Familie))

### Haus Sainte-Maure
- Jean I. de Sainte-Maure, Sohn Marguerites, Comte de Benon, Seigneur de Montgauger et de Nesle
- Jean II. de Sainte-Maure, dessen Sohn, Comte de Benon, Seigneur de Nesle et de Montgauger
- Charles de Sainte-Maure, dessen Sohn, Seigneur und Januar 1466 Comte de Nesle, Seigneur de Montgauger
- Adrien de Sainte-Maure, † 1504, dessen Sohn, Comte de Nesle, Seigneur de Montgauger
- Jean III. de Sainte-Maure, dessen Sohn, Comte de Nesle et de Joigny
- Charles de Sainte-Maure, dessen Sohn, Comte de Nesle et de Joigny
- Louis de Sainte-Maure, † 1572, dessen Bruder, Comte und Januar 1545 Marquis de Nesle, Comte de Joigny ⚭ Guyonne de Rieux, Comtesse de Laval
- Charles de Sainte-Maure, * 1570, † 1576, dessen Sohn, Marquis de Nesle, Comte de Joigny
  - Louise de Sainte-Maure, †nach 1548, dessen Tante ⚭ Gilles II. de Laval-Montmorency, † 1559, Seigneur de Loué, de Benais, de Maillé, de la Haye-en-Touraine, de Rochecorbon, de la Mothe-Saint-Héray, Vicomte de Brosse.

### Haus Montmorency
- Jean, * 1542, † 1578, deren Sohn, 17. Juni 1578 erhoben zum Comte de Maillé, Marquis de Nesle, Comte de Joigny, Vicomte de Brosse
- Gui, * 1565, † 1590, dessen Sohn, Marquis de Nesle, Comte de Joigny et de Maillé, Vicomte de Brosse
- Gabrielle de Laval, * 1540, † nach 1593, dessen Tante ⚭ François Aux Épaules, Seigneur de Pizy, † vor 1593

### Haus Aux Épaules
- René Aux Épaules, genannt de Laval, * 1575, † 1650, deren Sohn, Marquis de Nesle ⚭ Catherine de Montluc, Tochter von Jean de Monluc de Balagny
- Madeleine Aux Épaules, genannt de Laval, Marquise de Montcavrel et de Nesle ⚭ I Bertrand André, Seigneur de Rubempré, dann Marquis de Montcavrel. ⚭ II 1654 René III. de Mailly, † 1695, Baron, später Marquis de Mailly, Witwer von Marguerite, Tochter von Jean IV., Seigneur de Montcavrel

### Haus Monchy
- Jean-Baptiste de Monchy, * 1629, deren Sohn aus erster Ehe, Marquis de Montcavrel et de Nesle, verkauft beides am 30. März 1666 seiner Schwester und deren Ehemann ⚭ Claude de Mailly, Tochter von René III. de Mailly.
- Anne de Monchy, dessen Schwester, ⚭ Louis I. Charles de Mailly, * 1618, † 1708, kaufen 1666 Nesle

### Haus Mailly
- Louis I. Charles de Mailly, * 1618, † 1708, Marquis de Nesle, ⚭ Anne de Monchy
- Louis II. de Mailly, † 1688, dessen Sohn, Marquis de Mailly et de Nesle ⚭ 1687 Marie de Coligny, Tochter von Jean de Coligny, Comte de La Mothe-Saint-Jean.
- Louis III. de Mailly, * 1689, † 1764, deren Sohn, Marquis de Nesle et de Mailly ⚭ 1709 Armande, † 1729, Tochter von Paul Jules de La Porte, Duc de Rethelois-Mazarini (Haus La Porte) – Louis III. und Armande hatten fünf Töchter, von denen vier (Louise Julie (1710–1751), Pauline Félicité (1712–1741),  Diane-Adélaïde (1713–1760) und Marie-Anne (1717–1744)) Mätressen des Königs Ludwig XV. waren.
- Louise Julie de Mailly, * 1710, † 1751, dessen Tochter, ⚭ 1726 Louis III. Alexandre, Comte de Mailly
- Louis de Mailly, * 1696, † 1767, Bruder des Comte de Mailly, Comte de Rubempré, Marquis de Nesle, Comte de Mailly-Montcavrel ⚭ 1731 Françoise Arbaleste, Vicomtesse de Melun, † 1775
- Louis Joseph Augustin de Mailly, * 1744, † 1810, deren Sohn, Comte de Rubempré, Marquis de Nesle, Comte de Mailly-Montcavrel, ⚭ 1765 Adélaïde, † 1783, Tochter von Emmanuel Marquis de Hautefort
  - Anne-Adélaïde, * 1766, † 1789, deren Tochter. ⚭ 1788 Louis, Prince d'Arenberg, † 1795 (Haus Ligne)
  - Amalie, * 1789, † 1823, deren Tochter, ⚭ 1807 Pius, Herzog in Bayern, † 1837, die Großeltern u. a. der Kaiserin Elisabeth von Österreich

### Die Marquis von Nesle im 18. und 19. Jahrhundert
- Jean Cossart, Seigneur de Vaumartin, de Galie, de Saint-Germain, de Nesle-en-partie ⚭ Antoinette Le Forestier
- Marie Cossart d’Espiais, dessen Tochter ⚭ Mathieu de Coeuret, † 1550. ⚭ Mathieu Coeuret, Seigneur de Rais
- Jacques Coeuret, † 1581, Seigneur de Nesle, de Vaumartin etc. ⚭ I Louise Le Pelletier de Martainville, ⚭ II Madeleine de Dampont
- Geoffroy Coeuret, dessen Sohn aus erster Ehe, Seigneur de Nesle, de Framecourt, de Verville etc.. ⚭ I 1584 Madeleine de Vaudetar, ⚭ II Jacqueline de la Salle
- Sébastien de Coeuret, * 1601, † 1693, dessen Sohn aus zweiter Ehe, Seigneur de Nesle, de Verville etc.  ⚭ 1638 Anne de Postel de Combron
- Louis de Coeuret, getauft 1647, † 1701, deren Sohn, genannt Le Marquis de Nesle, Seigneur de Nesle et de Verville. ⚭ 1684 Henriette Jeanne Rosalie de Bruc de Montplaisir, Dame d'Angivillers, * um 1668, † 1746
- Louis François de Coeuret de Nesle, * 1700, † ledig, dessen Sohn
  - Philippe de Coeuret de Nesle, 1666/78 bezeugt, † 1710, Sohn von Sébastien de Coeuret. ⚭ I Judith Hurcel, ⚭ II NN de Chassaigne
- Pierre-Philippe de Coeuret de Nesle, dessen Sohn aus erster Ehe, * 1698, † 1760, Seigneur de Nesle ⚭ 1726 Marie Jacqueline Mahuet
- Pierre Nicolas de Coeuret, * 1727, deren Sohn, Marquis de Nesle ⚭ 1772 Armande Robillard de Villandon
- Jean Antoine de Coeuret, *1730, dessen Bruder, Marquis de Nesle ⚭ Geneviève Marguerite de Lamarre
- Jean Nicolas Coeuret, * 1780, † 1866, deren Sohn, Marquis de Nesle ⚭ Armande-Julie-Émilie Coeuret de Nesle.
- Louis-Armand-Alexandre Coeuret, * 1803, † 1879, deren Sohn, Marquis de Nesle, Abgeordneter ⚭ 1837 Suzanne-Clara de Grandmaison.